# اوزیتس
اوزیتس (به فرانسوی: Auzits) یک کمون در فرانسه است که در canton of Rignac واقع شده‌است. اوزیتس ۲۴٫۳۴ کیلومتر مربع مساحت دارد ۳۹۴ متر بالاتر از سطح دریا واقع شده‌است.